# Karabin maszynowy RPD
RPD (ros. РПД, Ручной Пулемёт Дегтярёва) – radziecki ręczny karabin maszynowy konstrukcji Wasilija Diegtiariowa.
W 1942 roku Diegtiariow rozpoczął pracę nad nowym ręcznym karabinem maszynowym, który mógłby zastąpić używany dotychczas rkm DP. W tym samym czasie dwóch inżynierów, N. Jelizarow i S. Siemin, opracowało nowy rodzaj amunicji strzeleckiej – nabój pośredni 7,62 × 39 mm wz. 43. Wtedy Diegtiariow opracował rkm, który był jednym z pierwszych modeli broni zaprojektowanej do strzelania nowym nabojem. Karabin wszedł na uzbrojenie Armii Radzieckiej w 1949 roku i otrzymał oznaczenie RPD (РПД). Była to konstrukcja zawodna, często dochodziło do zacięć.
RPD pozostawał na wyposażeniu Armii Radzieckiej do lat sześćdziesiątych XX wieku, kiedy to został zastąpiony przez ręczny karabin maszynowy M. Kałasznikowa RPK. Chociaż formalnie został wycofany, nadal wiele jego egzemplarzy można znaleźć w magazynach wielu armii krajów byłego bloku wschodniego. Pod oznaczeniem rkm D był używany także przez Siły Zbrojne PRL. Licencyjny odpowiednik RPD produkowany w Chinach to ręczny karabin maszynowy Typ 56.